# Windows Hardware Engineering Conference

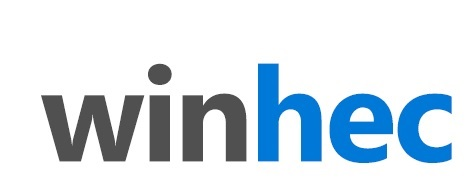
Logo

Windows Hardware Engineering Conference (WinHEC) is de jaarlijkse software- en hardware-ontwikkelaar-georiënteerde vakbeurs en zakelijke conferentie waar Microsoft voortbouwt op zijn hardwareplannen voor Windows-compatibele pc's. Er komen vaak bekende mensen toespraken geven, zoals Bill Gates. Het heeft een aantal sponsors waaronder Intel, AMD en ATI.

## Doelgroep
- Hardware-ontwikkelaars en hardware-ontwerpers geïnteresseerd in hardware voor Windows.
- Ontwikkelaars en testers van stuurprogramma's geïnteresseerd in de Windows Driver Foundation en andere driverarchitectuur en tools.
- Managers en andere anderen die meer willen weten over de vooruitgang in technologie en businessstrategieën.

## Edities
| Datum             | Locatie                                      | Opmerking |
| ----------------- | -------------------------------------------- | --- |
| 26-28 maart 2001  | Anaheim                                      | Aankondiging van Windows XP Beta 2 (inclusief de eerste beta van Internet Explorer 6) |
| 16-18 april 2002  | Seattle                                      | |
| 6-8 mei 2003      | New Orleans                                  | Bill Gates demonstreerde "Athens" PC concept, discussieerde over 64-bit computeren, lancering van Windows XP. Eerste Windows Longhorn (Vista, Windows Server 2008) demonstraties en discussies, focussend op een nieuwe Desktop Composition Engine (die later bekend werd als de Desktop Window Manager)                                                                |
| 4 tot 7 mei 2004  | Seattle                                      | Discussie over Longhorn roadmap en aankomende servicepacks voor Windows XP en Windows Server 2003 Geüpdatet Athens concept ("Troy") gebaseerd op de Longhorn-gebruikersinterface. |
| 25-27 april 2005  | Washington State Convention Center (Seattle) | Bill Gates gaf een speech over verschillende onderwerpen waaronder Windows "Longhorn" (later uitgebracht als Windows Vista) en 64-bit computeren. |
| 23-25 mei 2006    | Washington State Convention Center (Seattle) | Meer dan 3700 aanwezigen, aankondiging van beta 2 van Windows Vista, Windows Server 2008 en Microsoft Office 2007. Er was een protest van de Free Software Foundation buiten, die gele hazmat pakken droegen en pamfletten uitdeelden waarbij ze zeiden dat Microsoft-producten "defective by design" zijn omdat er Digital Rights Management- technologieën in zitten. |
| 15-17 mei 2007    | Los Angeles Convention Center                | |
| 4-6 november 2008 | Los Angeles Convention Center                | Direct opvolgend van PDC 2008 (27-30 oktober), gehouden op dezelfde locatie. Focus op lancering van Windows 7 |